# 永獻陵
永獻陵是中国宋朝皇帝宋钦宗赵桓的陵墓。
金朝海陵王完颜亮正隆元年（1156年）六月庚辰，宋钦宗去世，1170年，金世宗下令将宋钦宗安葬在今河南巩义北宋皇陵陵区的巩洛之源。南宋为钦宗发丧，上庙号、谥号，给陵寝上陵号为永献陵。永献陵位于巩义西15公里回郭镇南原，具体位置尚未确定。南面嵩山少室山、北临洛河。陵台为圆形，没有石刻神道。